# Formazione degli Oasis
Questa che segue è la lista di tutti i componenti del gruppo rock Oasis, dagli esordi fino allo scioglimento.

## Formazione attuale
- Liam Gallagher – voce (1991–2009; 2024–presente)
- Noel Gallagher – chitarra solista, voce (1991–2009; 2024–presente)

## Formazione storica
- Liam Gallagher – voce (1991–2009)
- Noel Gallagher – chitarra solista, voce (1991–2009)
- Gem Archer – chitarra ritmica (1999–2009)
- Andy Bell – basso (1999–2009)

### Turnisti
- Jay Darlington – tastiera (2002–2009)
- Chris Sharrock – batteria (2008–2009)

## Ex-componenti
- Zak Starkey – batteria (2004–2008)
- Alan White – batteria, percussioni (1995–2003)
- Paul "Bonehead" Arthurs – chitarra ritmica (1991–1999)
- Paul "Guigsy" McGuigan – basso (1991–1995) (1995–1999)
- Tony McCarroll – batteria (1991–1995)

### Ex-turnisti
- Matt Deighton[1] - chitarra ritmica (2000)
- Mikey Rowe – tastiera (1997–1998)
- Scott McLeod[2] – basso (1995)

## Tutti i componenti
| Membri del gruppo       | Strumenti                                                                                      | Periodo             | Album registrati |
| ----------------------- | ---------------------------------------------------------------------------------------------- | ------------------- | --- |
| Liam Gallagher          | voce, tamburello e chitarra acustica                                                           | 1991-2009           | Tutti |
| Noel Gallagher          | chitarra solista, cori, voce, basso, tastiera, chitarra acustica, mellotron e chitarra ritmica | 1991-2009           | Tutti |
| Paul "Bonehead" Arthurs | chitarra ritmica, chitarra acustica, pianoforte, basso e mellotron                             | 1991-1999           | - Definitely Maybe - (What's the Story) Morning Glory? - Be Here Now                                                              |
| Paul "Guigsy" McGuigan  | basso                                                                                          | 1991-1995 1995-1999 | - Definitely Maybe - (What's the Story) Morning Glory? - Be Here Now                                                              |
| Tony McCarroll          | batteria                                                                                       | 1991-1995           | - Definitely Maybe - "Some Might Say"                                                                                             |
| Alan White              | batteria e percussioni                                                                         | 1995-2004           | - (What's the Story) Morning Glory? - Be Here Now - Standing on the Shoulder of Giants - Familiar to Millions - Heathen Chemistry |
| Gem Archer              | chitarra ritmica, chitarra acustica, chitarra solista, tastiera, armonica e cori               | 1999-2009           | - Familiar to Millions - Heathen Chemistry - Don't Believe the Truth - Dig Out Your Soul - iTunes Live: London Festival           |
| Andy Bell               | basso, chitarra ritmica e tastiera                                                             | 1999-2009           | - Familiar to Millions - Heathen Chemistry - Don't Believe the Truth - Dig Out Your Soul - iTunes Live: London Festival           |
| Zak Starkey             | batteria                                                                                       | 2004-2008           | - Don't Believe the Truth - Dig Out Your Soul                                                                                     |

### Turnisti
| Jay Darlington | tastiera | 2002–2009 | "Falling Down"               |
| Chris Sharrock | batteria | 2008-2009 | iTunes Live: London Festival |